# Temple Drake
Pour les articles homonymes, voir Drake.
Temple Drake est un personnage du roman Sanctuaire publié en 1931 par William Faulkner. Elle tombe involontairement dans les mains d'un bootlegger nommé Popeye (en) qui la kidnappe et l'embarque dans un bordel de Memphis. Dans le roman, il est suggéré qu'elle est violée avec un épi de maïs.